# Relations entre le Brésil et le Danemark
Les relations entre le Brésil et le Danemark sont les relations diplomatiques entre la république fédérative du Brésil et le royaume du Danemark.

## Histoire
Les relations diplomatiques entre le Brésil et le Danemark ont été établies en 1828.
Les deux nations sont membres des Nations unies. Le Brésil a une ambassade à Copenhague. Le Danemark dispose d'une ambassade à Brasilia et d'un consulat général à São Paulo.